# Toulon–Hyères repülőtér
A Toulon–Hyères repülőtér (IATA: TLN, ICAO: LFTH) egy nemzetközi repülőtér Franciaországban, Hyères közelében. Éves utasforgalma 428 013 fő (2022).

## Futópályák
A repülőtér futópályái:
- 5/23 (2120 m, 45 m, aszfalt)

## Légitársaságok és úticélok
| Légitársaság                  | Célállomások                                                                                                 |
| ----------------------------- | --- |
| Air Corsica                   | Szezonális: Ajaccio, Bastia                                                                                  |
| Air France                    | Szezonális: Strasbourg                                                                                       |
| ASL Airlines France           | Szezonális: Algiers, Bordeaux, Oran                                                                          |
| easyJet                       | Paris-Orly (2021 szeptember 6-tól) Szezonális: London–Gatwick (2022 március 30-tól), Paris–Charles de Gaulle |
| Luxair                        | Szezonális: Luxembourg                                                                                       |
| Scandinavian Airlines         | Szezonális: Koppenhága                                                                                       |
| Swiss International Air Lines | Szezonális: Genf                                                                                             |
| Transavia                     | Brest, Nantes, Paris–Orly Szezonális: Rotterdam/The Hague                                                    |
| TUI fly Belgium               | Brest, Charleroi                                                                                             |

## Forgalom
Az utasforgalom az elmúlt években az alábbi módon változott:
| Utasok száma | 636 297 | 705 517 | 551 375 | 536 234 | 629 412 | 578 105 | 550 768 | 500 046 | 507 199 | 428 013 |
|              | 1997    | 2000    | 2003    | 2005    | 2008    | 2011    | 2014    | 2016    | 2019    | 2022    |